# Joseph Wohlfart
Joseph Wohlfart (n. 5 iunie 1920, Helmdange – d. 5 iulie 2000) a fost un om politic luxemburghez, membru al Parlamentului European în perioada 1984-1989 din partea Luxemburgului. 